# Prinses Marie-Joséplein (Kortrijk)
Het Prinses Marie-Joséplein is een plein in de Belgische stad Kortrijk. Het plein bevindt zich in de wijk Sint-Jan, nabij de Sint-Janskerk. Het werd vernoemd naar de Belgische prinses Marie-José.
Langsheen dit rechthoekige plein bevinden zich diverse herenhuizen uit het interbellum, veelal in art-deco-stijl. Hierdoor vormt het een typisch interbellumplein met zijn homogene bebouwing en de centrale groenaanleg.